# Hundsbach (Rhénanie-Palatinat)
Pour les articles homonymes, voir Hundsbach.
Hundsbach est une municipalité allemande située dans le land de Rhénanie-Palatinat et l'arrondissement de Bad Kreuznach.